# Technical audit
De technical audit vormt een onderdeel van de traditionele IT-audits. Onder technical audit verstaan we dat deel van het vakgebied dat zich bezighoudt met onderzoeken naar de technische IT infrastructuur. Hierbij valt te denken aan databaseonderzoek, netwerkonderzoek, platformonderzoek en webapplicatieonderzoek.